# Bierre-lès-Semur
Bierre-lès-Semur foi uma antiga comuna francesa na região administrativa da Borgonha-Franco-Condado, no departamento de Côte-d'Or. Estendia-se por uma área de 8,44 km². Em 2010 a comuna tinha 88 habitantes (densidade: 10,4 hab./km²).
Em 1 de janeiro de 2019, passou a fazer parte da nova comuna de Le Val-Larrey.